# پاول فن لتف-فربک
پاول فن لتف-فربک (به آلمانی: Paul von Lettow-Vorbeck) (۱۸۷۰ میلادی - ۱۹۶۴ میلادی) یک نظامی اهل آلمان و فرمانده نیروی زمینی این کشور در طی جنگ جهانی اول بود.